# Vespasianus római császár
Imperator Caesar Vespasianus Augustus, általánosan elterjedt néven Vespasianus császár, született Titus Flavius Vespasianus (Rente, 9. november 17. – Róma, 79. június 23.) a Flavius-dinasztia megalapítója, Róma kilencedik princepse.

## Családja, ifjúsága
Vespasianus 9. november 17-én született Rente városkában, Róma városától északra, szabin területen. Apja, Flavius Sabinus lovagrendű adószedő volt, anyja Vespasia Polla ugyancsak lovagrendű családból származott, akinek bátyja szenátor lett, mint ahogy Vespasianus, és bátyja Sabinus is.

## Pályafutása

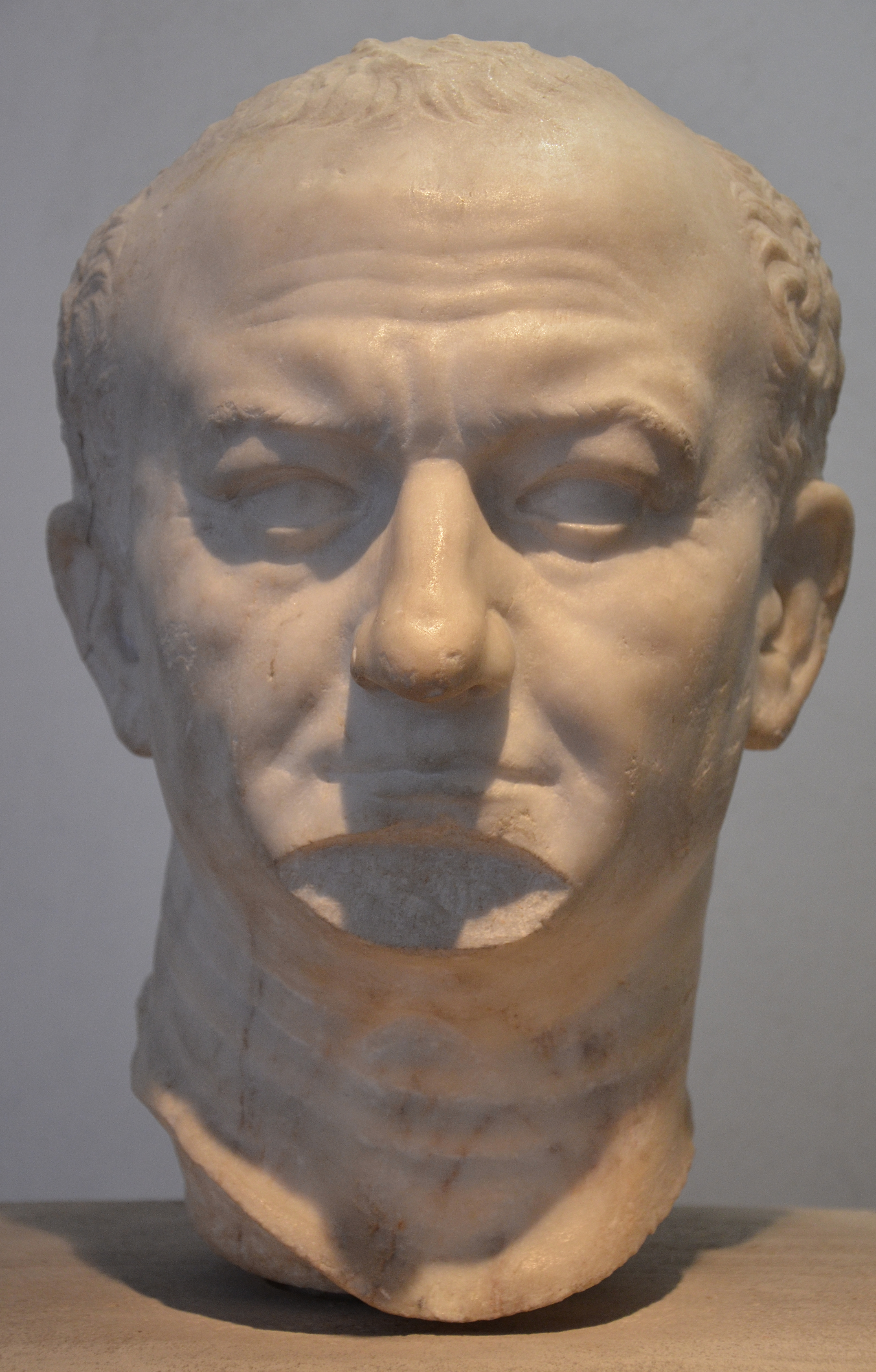
Vespasianus

40-ben lett praetor, és további előlépéseket ért el mint Claudius minisztere, és felszabadított rabszolgája, Narcissusnak a pártfogoltjaként. Érdemeket szerzett mint légióparancsnok, Claudius britanniai partraszállása idején 43-44-ben, ahol kiérdemelte a győzelmi jelvényeket (ornomenta), és két papi címet. Konzul 51-ben lett, majd 63-ban Africa prokonzuljává választották. Szolgálati idejét nem pénzszerzésre használta fel, ezért igazgatása dicséretet érdemelt, viszont elszegényedett, és a csődtől csak bátyja, Sabinus mentette meg, házának és birtokainak elzálogosítása árán.
Nero kíséretének tagjaként a 66-ban Achaeában látogatáskor kegyvesztett lett, mert a császár éneklése közben elaludt. 67-ben kinevezték Judaea helytartójának azzal, hogy verje le azt a felkelést, amit a zsidók az első római háborúnak neveztek. 68 közepén engedelmességre kényszerítette a tartományt Jeruzsálem és néhány félreeső erőd kivételével. Amikor értesült Nero öngyilkosságáról, leállította Jeruzsálem ostromát, és elismerte Galba trónra lépését.
Nero halála után összefogott Szíria kormányzójával, Gaius Licinius Mucianusszal, és Galba meggyilkolását követően egy felkelés lehetőségét tervezték, de elismerték Vitelliust császárnak. Megnyerték támogatónak Egyiptom kormányzóját, Tiberius Julius Alexandert. Hármuk közül csak Vespasianus alapíthatott dinasztiát, mert volt két fia: Titus és Domitianus, ezért a helytartók megegyeztek abban, hogy őt jelölik a császári bíborra. 69 júliusában az egyiptomi légiók, majd a szíriai és a Judaeában tartózkodó seregek is felesküdtek Vespasianusra, aki azonban Keleten maradt, mert innen ellenőrizni tudta a Róma városába irányuló gabonaszállításokat.

## Harc a császárságért
69 augusztusában a dunai légiók is csatlakoztak Vespasianushoz. A pannóniai légiók vezetője, a gall származású Primus nyugati irányba vonult, nem várta meg a felkelés vezetőinek utasításait, és vereséget mért Vitellius híveire, majd Róma ellen vonult. Vitelliust december 20-án meggyilkolták, másnap Primus bevonult Rómába, és a szenátus megerősítette Vespasianus trónra lépését. Mucianus Rómába érkezett és bírálta Primust kegyetlenkedése miatt. Most már Mucianus felelt a városért, és kivégeztette Vitellius fiát és még több zúgolódót. Vespasianus 70 októberében tért vissza a fővárosba, idősebbik fiát, Titust hátrahagyva Jeruzsálem ostromára. Marcianust kitüntette és 76-ban bekövetkezett haláláig a császár fontos tanácsadója volt.

## Császársága
A polgárháború befejezését Vespasianus nagy jótéteményének tartották, és ennek tiszteletére a Templum pacist építették. Pénzverésével a béke visszaállítását hangsúlyozta, minden lehetőséget meg kellett ragadnia a közvélemény támogatása érdekében.
A hadsereg megtartotta vezető szerepét. Titus leverte a zsidó felkelést, lerombolta a Templomot, és csak Maszada tartotta magát 73-ig. Döntő győzelmet arattak a légiók a gall-germán felkelés felett Cerealis vezetésével. Átcsoportosította a birodalom csapatait annak érdekében, hogy akik Vitelliust támogatták, ne kerüljenek kulcspozícióba. Felszámolt néhány dunai és rajnai tábort, melyek politikai veszélyt jelentettek nagyságuk miatt hatalmára. Néhány kisebb felkeléstől eltekintve a birodalom területén nyugalom volt. Vespasianus nem engedte, hogy alábecsüljék katonai kiválóságát, engedélyezte, hogy Imperátorként köszöntsék.
Trónra lépésének idejét nem a szenátusi elismerés időpontjára tette, hanem 69. július elejére, amikor a légiók először kiáltották ki császárnak, amivel kifejezte, hogy a hadsereget tekinti hatalmi bázisának, és nem a szenátust. 73-74-ben felélesztette a censori hivatalt, és azt magának foglalta el.
Nagyon körültekintően járt el a pénzügyek terén, mivel egy polgárháború miatt elszegényedett birodalmat örökölt. Növelnie kellett a készleteket, de a császári hivatal kiadásainak növelését nem hárította át a provinciákra, éberséget tanúsított a csalások leleplezésére, de nem tudta elkerülni az adók kíméletlen emelését. Sok anekdota keringett fukarságáról, de 70-ben elrendelte a Colosseum építését. Császárként keményen dolgozott, nagy gondot fordított bírói feladatainak ellátására. A személye körüli biztonsági óvintézkedések enyhék voltak, állandóan hangsúlyozta viszonylag alacsony származását.
Szüksége volt munkájában segítségre, így amellett, hogy Mucianus tanácsadóként segítette, egyre jobban támaszkodott 39-ben született idősebb fiára, Titusra, aki első feleségétől, Flavia Domitillától született. Hangoztatta szándékát, hogy új dinasztiát akar létrehozni, mely szándékát a konzervatívok hevesen bírálták, mert hiányolták a család tekintélyét. Összességében Vespasianus sok ellenséget szerzett, ezek közül kiemelkedett Helvidius Priscus, akit durva kritikái miatt először száműzött, majd 75-ben (állítólag sajnálkozva) kivégeztetett. Veszélyesebb volt négy évvel később az az összeesküvés, amit két idősebb, a császár központi személyzetéhez tartozó szenátor - Caecina Alienus és Eprius Marcellus - szőtt a császár megölésére. Titus tanácsára mindkettőjüket kivégezték.
Vespasianus 79-ben belázasodott, és a szülőhelyéhez közeli Aquae Cutiéiae nevű gyógyfürdő helyre vonult vissza, ami nyári pihenőhelye volt. Itt hunyt el, 79. június 23-án.
Uralkodása alatt kezdték építeni Rómában a Colosseumot, de megnyitását 80-ban már nem érte meg.

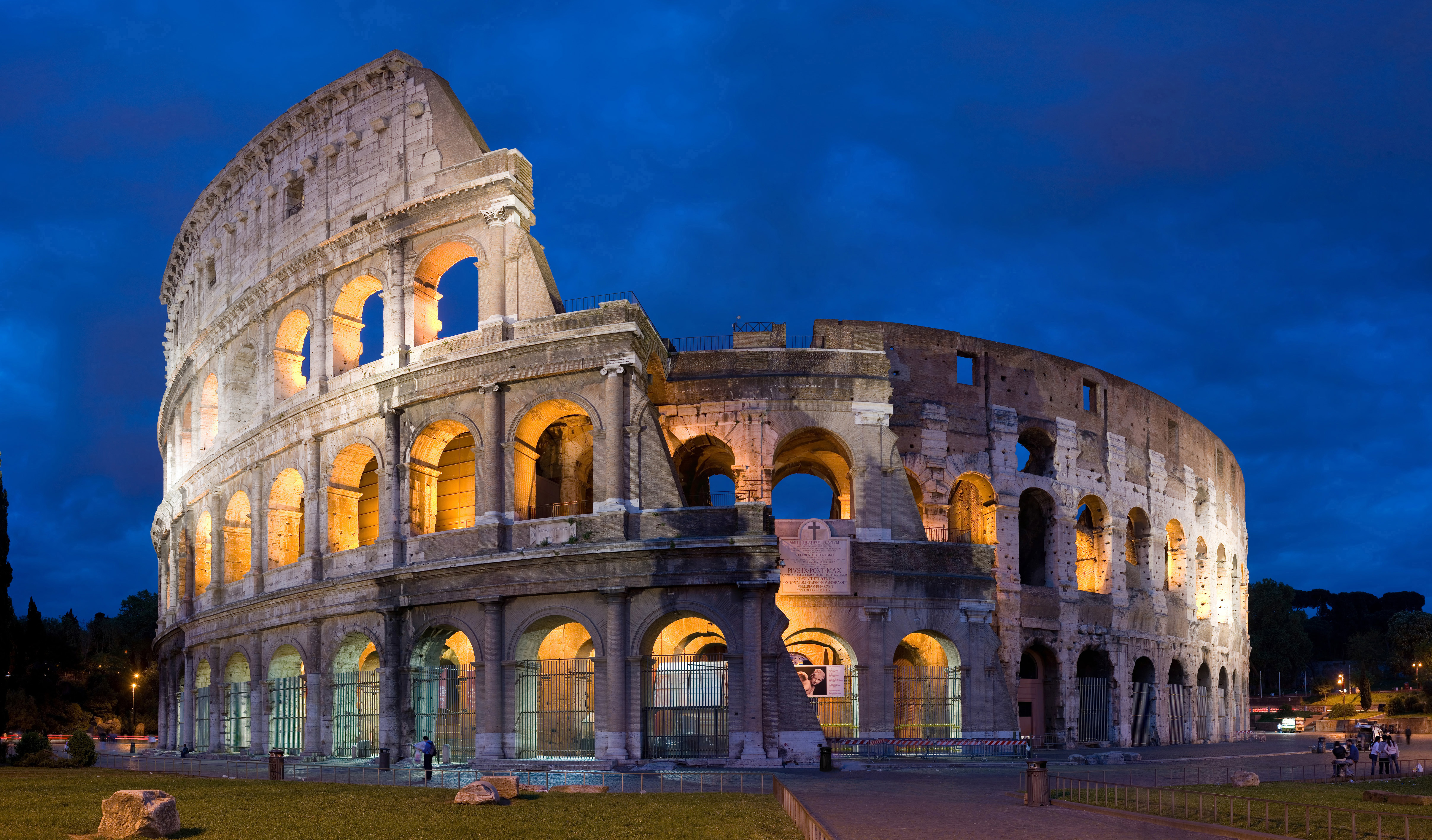
A római Colosseum

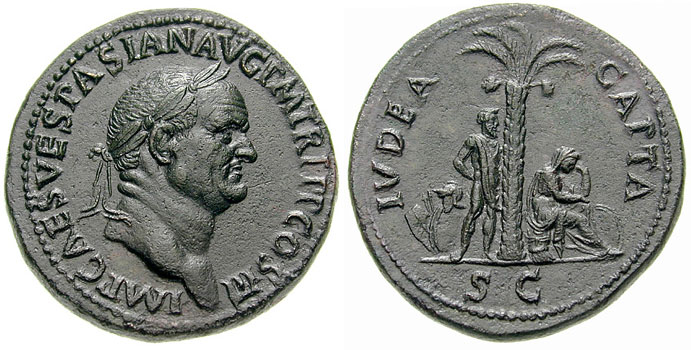
Vespasian római császár sestertius érméje, Kr.u. 71-ben verték, az első zsidó háborúban elért római győzelem emlékére. Előoldalának felirata: IMP. CAES. VESPASIAN AVG. P. M., TR. P., P. P., COS. III. Hátoldalának felirata: : IVDEA CAPTA, "Júdea meghódítva" – S. C.
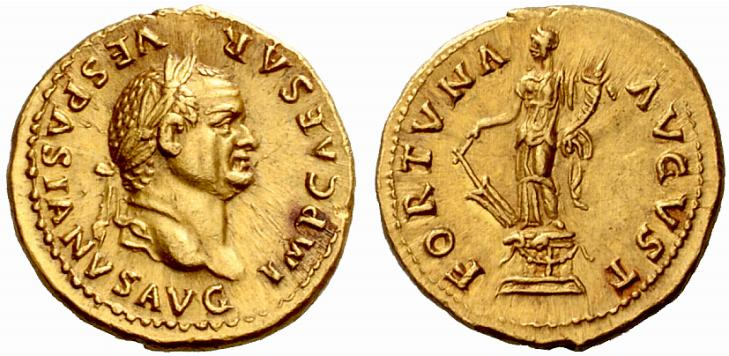
Vespasianus római császár arany aureus érméje, előoldalán az uralkodó portréja, hátoldalán Fortuna istennő alakja látható.

## Kortársai Vespasianusról
Suetonius erős, tagbaszakadt férfinak írja le, akinek mindig furcsa, feszült kifejezés volt az arcán. Kitűnő egészségét havi egynapos koplalással őrizte meg. Barátai faragatlan humorát fárasztónak tartották, melynek középpontjában az a kissé zsugori eljárás állt, ahogyan a pénzt teremtette elő az állam számára. Titus szót emelt például az ellen az adó ellen, amit apja a városi nyilvános vizeldékre kivetett. Vespasianus feleletül átnyújtott neki egy pénzdarabot, ami ebből az adóból származott, s azt kérdezte: „van szaga?” amikor Titus elismerte, hogy nincs, az apja folytatta: „Pedig a vizeletből származik.”
A beszámolók szerint halálos ágyán is tréfálkozott, azt mondta: „Ó, jaj, azt hiszem, isten lesz belőlem!” („Vae, puto deus fio”.)